# ديفيد غولد (1873)
ديفيد غولد (بالإنجليزية: David L. Gould)‏ (مواليد 9 يناير 1873) هو لاعب كرة قدم. يلعب مع منتخب الولايات المتحدة الأمريكية لكرة القدم. سبق له أن لعب في كأس العالم لكرة القدم مع منتخب بلاده.

## روابط خارجية
- ديفيد غولد على موقع الاتحاد الدولي (مؤرشف)  (الإنجليزية)
- ديفيد غولد على موقع قاعدة بيانات كرة القدم.إي يو (الإنجليزية)
- ديفيد غولد على موقع Soccerway.com (الإنجليزية)
- ديفيد غولد على موقع عالم كرة القدم.نت (الإنجليزية)